# Calathea cannoides
Calathea cannoides är en strimbladsväxtart som först beskrevs av Nicolson, Steyerm. och M. Sivadasan, och fick sitt nu gällande namn av H.A.Kenn. Calathea cannoides ingår i släktet Calathea och familjen strimbladsväxter. Inga underarter finns listade.